# Mary C. Stiner
Mary Clare Stiner (* 1955) ist eine US-amerikanische Paläoanthropologin. Ihr Forschungsschwerpunkt liegt in der menschlichen Evolution, in koevolutionären den Menschen betreffenden Prozessen, in der Ökonomie und Technik von Jäger-und-Sammler-Kulturen sowie in der Betrachtung des Übergangs zwischen Jäger- und Sammlertätigkeiten zur Landwirtschaft. Des Weiteren beschäftigt sie sich mit der Archäozoologie von Wirbel- und Weichtieren.

## Leben

### Studium und akademische Lehrtätigkeit
Sie studierte an der University of Delaware und erhielt dort 1980 einen Bachelor of Arts (B.A.) in Anthropologie sowie einen Bachelor of Fine Arts (B.F.A.) in Kunstwissenschaft. Stiner setzte ihr Studium an der University of New Mexico fort und erhielt dort 1983 einen Master of Arts in Anthropologie sowie 1990 einen Ph.D. in Anthropologie. Ihre Dissertation trug den Titel The Ecology of Choice: Procurement and Transport of Animal Resources by Upper Pleistocene Hominids in West-central Italy. Der Archäologe Lewis Binford war ihr Doktorvater. Stiner lehrte nun von 1990 bis 1992 als Adjunct Assistant Professor am Department of Anthropology der University of New Mexico. Von 1993 bis 1994 war sie Assistant Professor am Department of Sociology & Anthropology der Loyola University Chicago. 1994 wechselte sie an die University of Arizona, wo sie am Department of Anthropology von 1994 bis 2000 als Assistant Professor sowie ab 2000 als Associate Professor lehrte. 2001 wurde sie Associate Curator am zur Universität gehörenden Arizona State Museum. 2006 erfolgte ihre Berufung zur Professorin sowie ihre Ernennung zur Kuratorin für Archäozoologie. Seit 2014 ist sie Regents' Professor.
1990 war Stiner Visiting Assistant Professor am Department of Anthropology der University of Delaware. Ihr Buch Honor among Thieves: A Zooarchaeological Study of Neanderthal Ecology erhielt 1996 den ersten Book Award der Society for American Archaeology. Stiner ist mit dem Archäologen Steven L. Kuhn verheiratet.
2025 wurde Stiner zum Mitglied der National Academy of Sciences gewählt.

### Archäologische Feldforschung
In ihrer archäologische Forschung ist sie auf die Betrachtung vorzeitlicher menschlicher Arten (vor allem Neandertaler), Paläoökonomie und soziale Evolution spezialisiert. Im Zuge ihrer Feldforschung beteiligte sie sich an Ausgrabungen in alt-, mittel- und jungsteinzeitlichen Fundstellen. Dies umfasst unter anderem die Grotta Breuil und die zum Fundkomplexes Balzi Rossi di Grimaldi gehörende Riparo Mochi in Italien, die Qesem-Höhle und die Hayonim-Höhle in Israel, die Höhle von Franchthi in Griechenland und den Aşıklı Höyük, die Klissoura-Höhle 1, die Üçağızlı-Höhle sowie die Yarımburgaz-Höhle in der Türkei.

## Veröffentlichungen (Auswahl)
- Mary C. Stiner [Hrsg.]: Human Predators and Prey Mortality. (1991, Westview Special Studies in Archaeological Research, Boulder, CO: Westview Press)
- Mary C. Stiner: Honor among Thieves: A Zooarchaeological Study of Neanderthal Ecology. (1994, Princeton, NJ: Princeton University Press)
- Mary C. Stiner: The Faunas of Hayonim Cave (Israel): A 200,000-Year Record of Paleolithic Diet, Demography & Society. (2005, American School of Prehistoric Research, Bulletin 48, Peabody Museum Press, Harvard University Cambridge, Mass)
- Margarita Koumouzelis, Janusz K.Kosłowski, Mary C. Stiner [Hrsg.]: Klissoura Cave1, Argolid, Greece: The Upper Palaeolithic Sequence. (2010, Special Issue of Eurasian Prehistory)
- F. Clarke Howell, Güven Arsebük, Steven L. Kuhn, Mihriban Özbaşaran, Mary C. Stiner [Hrsg.]: Culture and Biology at a Crossroads: The Middle Pleistocene Record of Yarimburgaz Cave (Thrace, Turkey). (2010, Zero Books/Ege Publications, Istanbul)